# Terphothrix unimoda
Terphothrix unimoda är en fjärilsart som beskrevs av Paul Dognin 1923. Terphothrix unimoda ingår i släktet Terphothrix och familjen tofsspinnare. Inga underarter finns listade i Catalogue of Life.